# Андрієвська Ольга Трохимівна
Ольга Трохимівна (Трофимівна) Андрієвська (16 червня 1876 Чернігівщина — пом.11 грудня 1937, Саратов) — мовознавиця, діячка українського національно-демократичного руху, член Української партії соціалістів-федералістів.

## Життєпис
Ольга Андрієвська народилася 1876 року, дочка православного священика. 1893 року закінчила Чернігівське єпархіальне училище.
Андрієвська Ольга працювала разом із Михайлом Коцюбинським у статистичному бюро Чернігівської губернської земської управи. Також підтримувала зв'язки із Анастасією Грінченко (донька Б. Грінченка). Входила до Чернігівського літературно-театрального товариства, делегатом від якого 1903 р. була направлена Полтаву на відкриття пам'ятника І. Котляревському. 

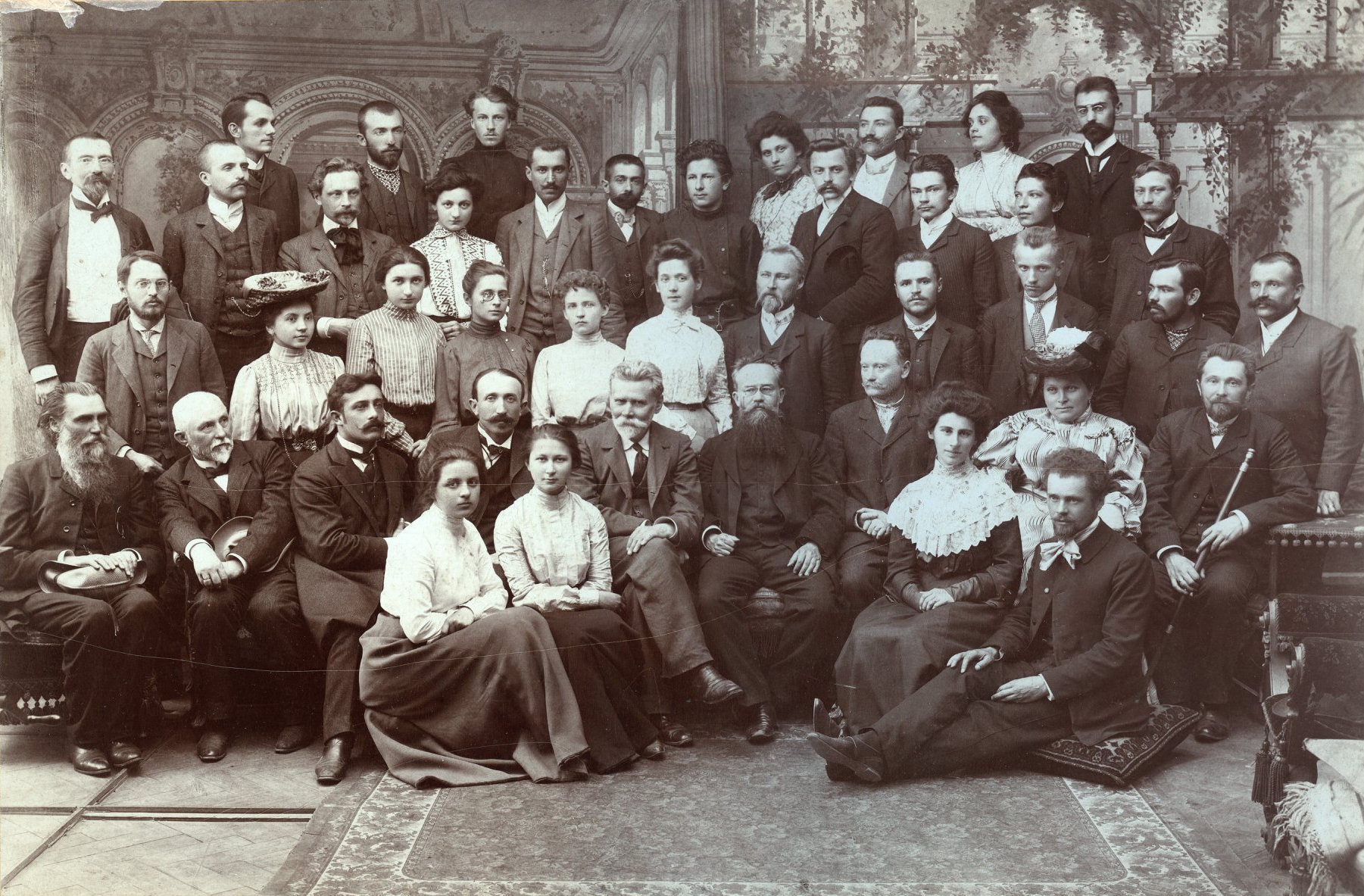
Викладачі та студенти Наукових курсів українознавства у Львові (організованих ТПУНЛШ), 5 липня 1904 р. Зліва направо: перший ряд (сидять): М. Дверницька, В. Чикаленківна, А. Трушева, І. Труш;
другий ряд (сидять): П. Рябков, Т. Ревакович, І. Брик, М. Ганкевич, Хв. Вовк, М. Грушевський, І. Франко, М. Грушевська, Вол. Гнатюк;
третій ряд (стоять): Вол. Дорошенко, М. Підлісецька (Мудракова), Г. Чикаленківна, К. Голицинська, О. Андрієвська, М. Липа, І. Липа, Ф. Шолудько, В. Панейко, Л. Сміщук, Л. Гарматій;
четвертий ряд (стоять): Вол. Лаврівський, Е. Голицинський, Юл. Бачинський, М. Крушельницька (Дроздовська), Дм. Дорошенко, Я. Грушкевич, Л. Чикаленко, Мих. Грушкевич, Ст. Дольницький, А. Хомик, М. Росткович;
п'ятий ряд (стоять): Юл. Ситник, Ол. Скоропис, Дм. Розов, Д. Старосольська (Шухевичівна), Вол. Загайкевич, Т. Єрми (п-ні Боднарова), Мих. Мочульський.

Слухачка українських наукових курсів у Львові (1904 р.).
Член Чернігівського осередку «Просвіти». За наказом чернігівського губернатора виключена з товариства.
У 1905 р. проходила як член Чернігівського осередку Революційної української партії. У лютому 1906 р. під час обшуку у неї знайдено прокламації Української демократичної партії, а також заборонені видання. Відомо, що під час арешту О. Андрієвська втекла від поліції, але через місяць сама з'явилась у жандармське управління. Ув'язнена за зберігання забороненої літератури та розповсюдження революційних прокламацій. Адвокатом О. Андрієвської був присяжний повірений І. Шраг. У результаті слухань її було засуджено до трьох місяців ув'язнення у фортеці. Виконання вироку відклали на чотири місяці, через хворобу підсудної. Термін покарання відбувала у Чернігівській в'язниці (29 вересня — 20 грудня 1907 р.), заслання до Сибіру було замінено виїздом за межі країни.
10 вересня 1908 р. М. Коцюбинський просив В. Гнатюка поопікуватись О. Андрієвською у період її перебування у Львові. У жовтні 1908 р. вона виїхала за межі Російської імперії. Там вона перебувала під негласним наглядом жандармерії. Проживала у Празі, де сприяла перекладенню творів М. Коцюбинського чеською мовою. Це була спроба познайомити чехів з Україною в цілому та українською літературою зокрема. У 1909–1910 рр. О. Андрієвська перебувала в Римі, у 1914 р. повернулась до Чернігова. Працювала над підготовкою щоденника та листування Т. Г. Шевченка до друку, запланованого книговидавцем В. І. Яковенком у Петербурзі.
Делегована до Центральної Ради після Всеукраїнського національного конгресу. Обрана секретаркою ради Союзу українських автономістів-федералістів (травень 1917 р.). Входила до Української партії соціалістів-федералістів, секретарка партії.
Діловодка Міністерства народної освіти та мистецтва Української Держави (з 8 липня 1918 р.).
У 1920-х роках — співробітниця ВУАН (учена-діловодка (1919–1921 рр.), бібліотекарка (1920, 1922–1927 рр.) Комісії для складання словника української живої мови ВУАН).
Заарештована по академічній лінії під час процесу СВУ. 4 лютого 1930 була засуджена на 7 років концтабору, 15 лютого 1935 р. внаслідок перегляду справи заслана до Саратова. Там знову ув'язнена, проходила в одній справі з Й. Гермайзе та Н.Коцюбинською. За рішенням судової трійки при Управлінні УНКВД по Саратовській області від 8 грудня 1937 р. їх усіх було розстріляно 11 грудня 1937 р.